# St. Mary's College RFC
Il St Mary's College Rugby Football Club è un club irlandese di rugby a 15 avente sede a Dublino, nella provincia di Leinster.
È stato fondato nel 1900.

Durante la stagione 2013-2014 disputerà la Division 1A del campionato irlandese.

## Palmarès
- All-Ireland League: 2
  - 1999-2000, 2011-2012.
- Leinster Senior League: 4
  - 1971-1972, 1977-1978, 1979-1980, 1988-1989.
- Leinster Senior Cup di Rugby a 15: 11
  - 1957-1958, 1968-1969, 1970-1971, 1973-1974, 1974-1975, 1986-1987, 1992-1993, 1994-1995, 2004-2005, 2009-2010.
  - 2012-2013.
- Metropolitan Cup: 10
  - 1939-1940, 1940-1941, 1952-1953, 1969-1970, 1970-1971, 1977-1978, 1984-1985, 1997-1998, 2010-2011, 2012-2013.